# 凤凰磁浮观光快线
凤凰磁浮观光快线為湖南省湘西土家族苗族自治州凤凰县一條磁浮鐵路，連接张吉怀高铁凤凰古城站和民俗园，於2022年7月30日正式开业，运营初期票价58元，可凭身份证在购票后4天内不限次乘坐。线路运营时间和运行间隔会随时间和旅游需要变化。
凤凰磁浮观光快线首次采用U型梁，可以降低建筑物高度。在线路上可以观光凤凰景色。凤凰揽胜站和凤凰等待站区间内设有“凤求凰”时空隧道。

## 车站
凤凰磁悬浮一期全长9.121公里，设计时速100公里，初期开通4座车站，另外还有2个预留站。车站沿线融合了凤凰美景以及湘西文化元素。
| 中文名           | 英文名            | 换乘           | 所在地 |
| ---------------- | ----------------- | -------------- | ------ |
| 凤凰古城         | Fenghuanggucheng  | 张吉怀高速铁路 | 凤凰县 |
| 世外桃源（预留） |                   |                | 凤凰县 |
| 奇梁洞（预留）   |                   |                | 凤凰县 |
| 凤凰迎宾         | Fenghuangyingbin  |                | 凤凰县 |
| 凤凰揽胜         | Fenghuanglansheng |                | 凤凰县 |
| 凤凰等待         | Fenghuangdengdai  |                | 凤凰县 |

## 建设历程
2019年2月18日，湖南磁浮集团王良华常务副总赴凤凰县推进凤凰磁浮文化旅游项目工作。8月6日，凤凰磁浮正式开工。7日，凤凰磁浮文化旅游项目全过程咨询招标中标候选人公示发布。23日，凤凰磁浮文化旅游有限责任公司2019年第二批公开招聘公告发布。31日，凤凰磁浮首桩开钻9月6日，中铁五局二公司凤凰磁浮文化旅游项目一标项目经理部劳务招标发布。19日，湖南路桥凤凰磁浮文化旅游项目水泥混凝土外加剂招标公告发布。11月14日，凤凰磁浮项目经理部粉煤灰材料招标公告发布。12月6日，通泰公司凤凰磁浮项目U形梁钢模板招标公告发布。9日，凤凰磁浮文化旅游项目（一期工程）机电设备采购及安装总承包项目招标公告发布。10日，湖南路桥凤凰磁浮2标项目粉煤灰中标结果公示通告发布。
2020年3月25日，凤凰磁浮文化旅游项目（一期工程）机电设备采购及安装总承包项目补充公告（二）发布。2020年4月，湖南省计量院为“凤凰磁浮项目”提供计量技术服务。2020年6月，山钢拿下中低速磁悬浮项目2000余吨F型钢订单。2020年9月，凤凰磁浮文化旅游（一期工程）中低速磁浮车辆（第二次）中标结果发布。2020年10月，凤凰磁浮项目城北隧道顺利贯通。2020年11月10日，凤凰终于渡过了持续性降雨期，凤凰磁浮项目恢复U梁架设，标志着项目架梁工作步入正轨。11月16日，中铁一局广州分公司承建凤凰磁浮项目综合检修库主体结构顺利封顶。2020年12月，开始铺轨。
2022年5月1日，凤凰磁浮观光快线正式开始试营业。
2022年7月30日，凤凰磁浮观光快线正式开业。

## 图片

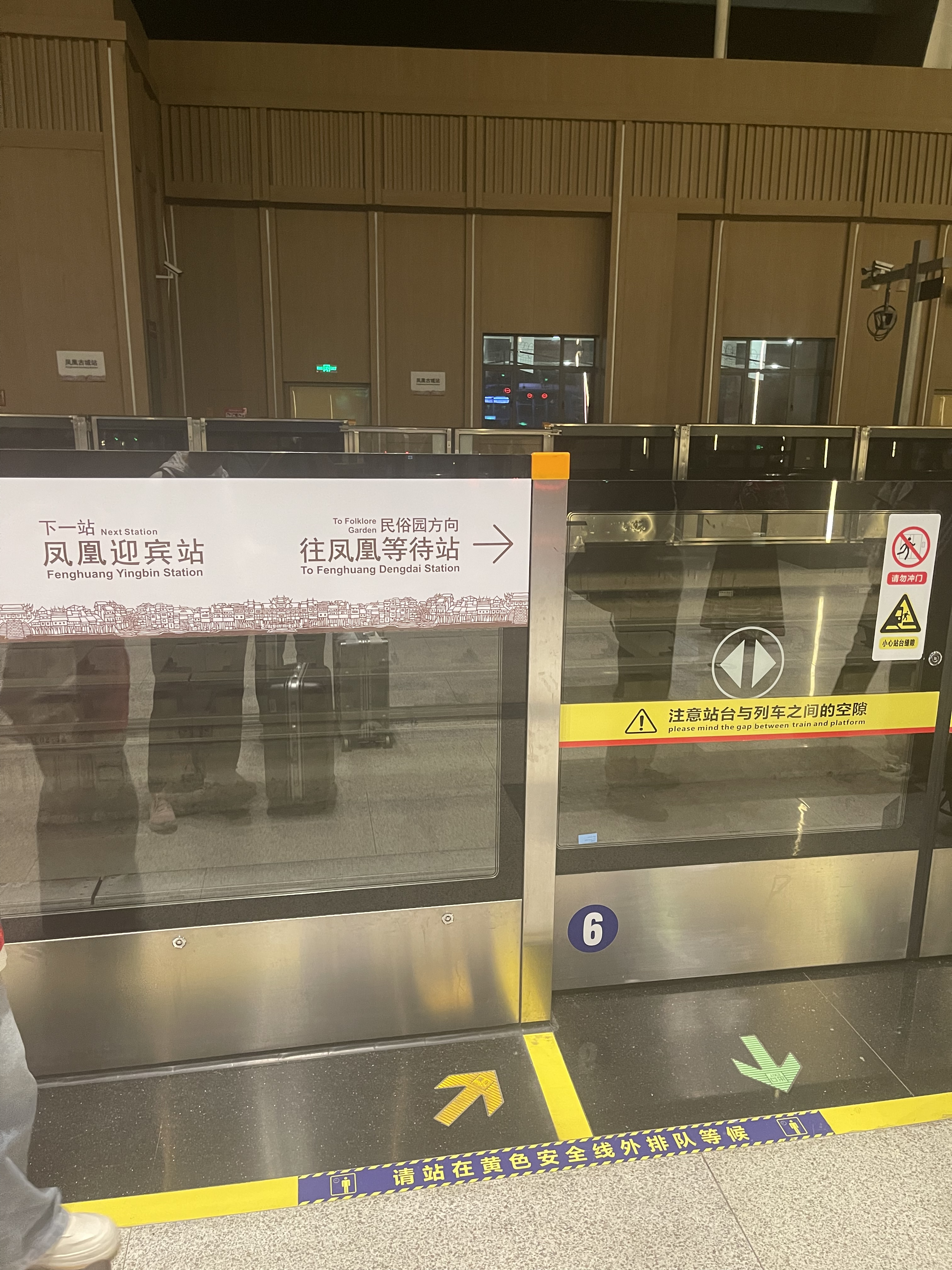
凤凰磁浮站
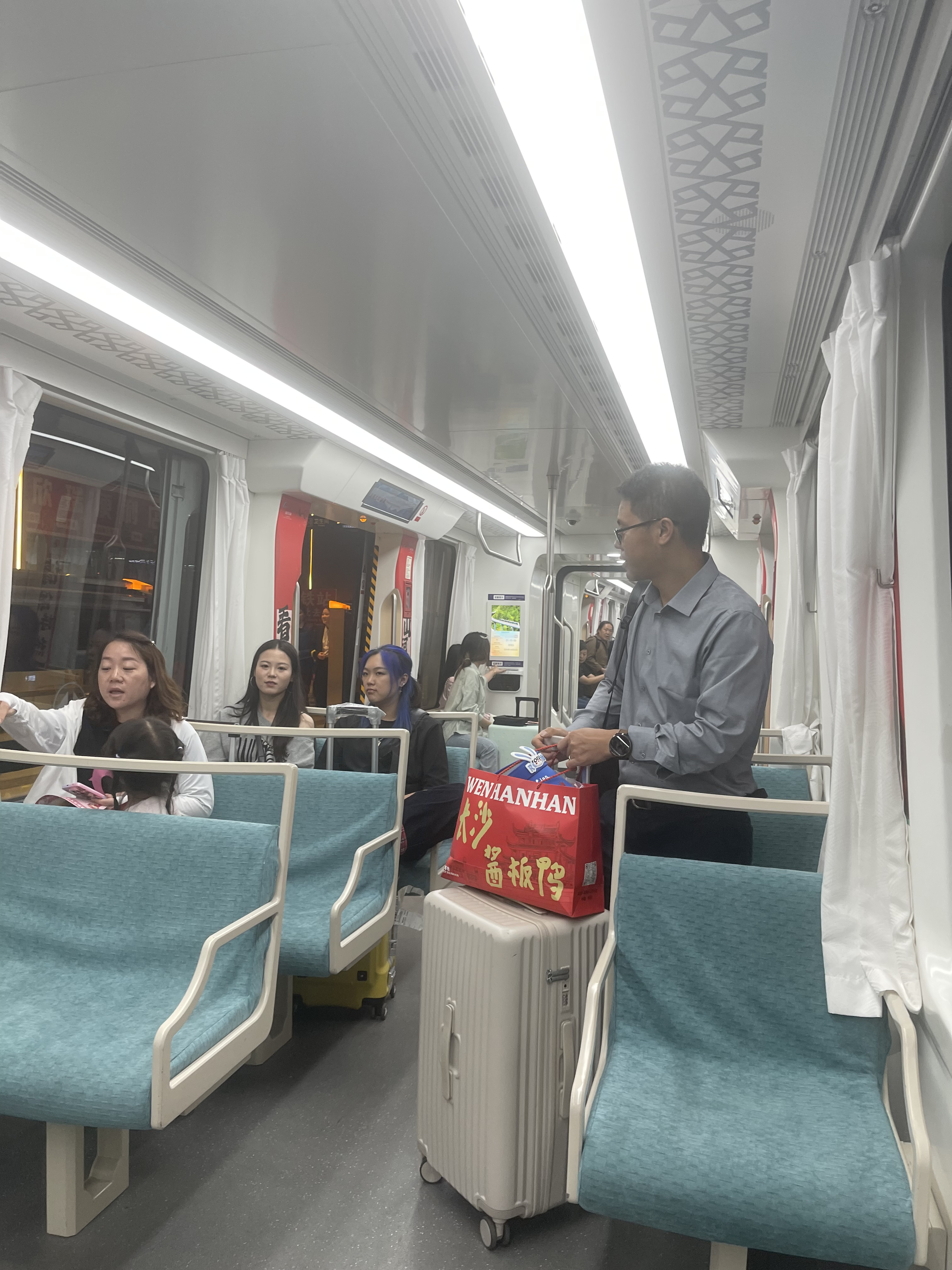
凤凰磁浮车内
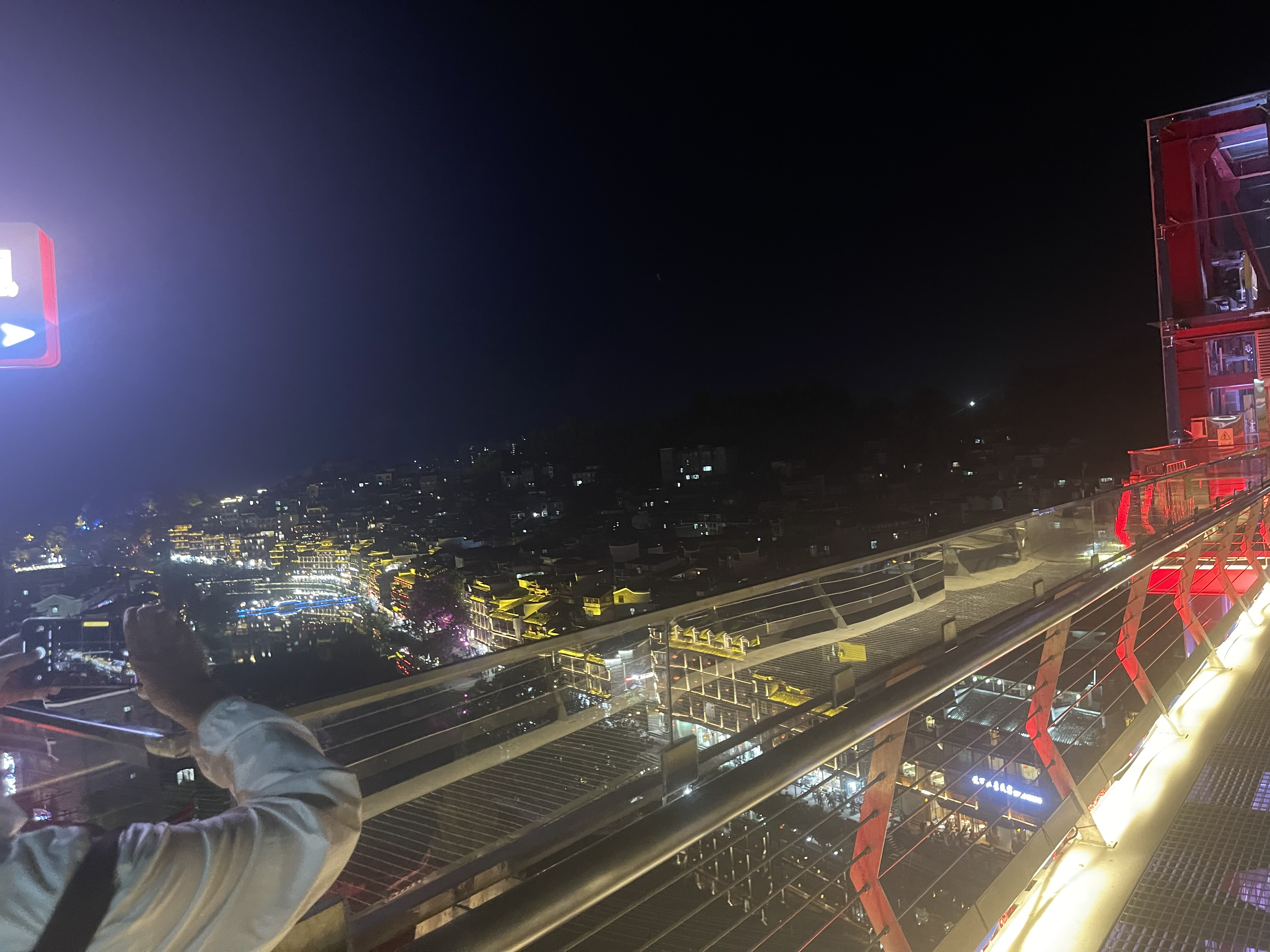
凤凰磁浮观景平台